# Мијаило Грушановић
Мијаило Грушановић (рођен 19. септембра 1962. године у Богатићу) је бивши српски и југословенски кошаркаш. Играо је на позицији центра. Најдуже је играо у шабачком клубу Ива. Два пута је изабран за најкориснијег играча Јуба лиге 90-тих година. Четврти је стрелац у историји Југословенске лиге. Током свих година тренирања кошарке бавио се и пољопривредом у селу Клење код Богатића. Кошарком је престао да се бави у својој 47 години.

## Каријера
Кошарку је почео да тренира у родном Богатићу, а онда се 1978. године преселио у Шабац где је играо наредних 20 година. Пажњу на себе је привукао 90-тих година када је Ива играла Прву лигу. Био је најбољи стрелац тима и нерешива енигма за противничке центре. Иако већ у позним годинама два пута је био изабран за најбољег играча читаве лиге 1994. и 1998. године. Са Ивом је 1997. године играо тада међународни Куп Радивоја Кораћа и бележио просечно 22 поена уз 6,9 скокова и 1,9 асистенција по мечу. И када су сви мислили да ће убрзо завршити каријеру он као да је тек почињао. После Иве наступа је за још неколико тимова и играо још целу декаду. Године 2001. играјући за Војводину у утакмици против Спартака из Суботице постигао је 50 поена, а рекорд каријере му је 54 поена против Смедерева. Пред крај каријере играо је за екипу Угљевика коју је успео да доведе у прву лигу Босне и Херцеговине.

## Остало
За све време бављења кошарком био је и пољопривредник у родном селу Клење. Такође играо је и фудбал за локалног српсколигаша. Говорили су да као што је играо кошарку могао је исто тако да буде успешан и рукометаш. 80-тих година у време доминације шабачке Металопластике био је жеља овога клуба, али се ипак посветио кошарци.
Ожењен је са Биљаном са којом има два сина Немању и Младена.